# السكك الحديدية الوطنية المكسيكية
السكك الحديدية الوطنية المكسيكية ، (المعروفة باسم N de M) كانت شركة السكك الحديدية المملوكة للدولة في المكسيك من عام 1938 إلى عام 1998 ، وقبل عام 1938 (يرجع تاريخها إلى نظام بورفيريو دياز) ، وهي سكة حديد رئيسية تسيطر عليها الحكومة والتي ربطت مكسيكو سيتي بولاية المكسيك. المدن الرئيسية سيوداد خواريز ونويفو لاريدو وماتاموروس على حدود الولايات المتحدة. بدأت أولى القطارات المتجهة إلى نويفو لاريدو من مكسيكو سيتي في العمل في عام 1903.